# История Ростова-на-Дону
Ростов-на-Дону берёт своё начало с момента основания Темерницкой таможни 15 декабря 1749 года. Позже была построена крепость, названная в честь святого Дмитрия Ростовского. Город несколько раз менял своё название, перестраивался, расширялся. В настоящее время Ростов-на-Дону — один из самых крупных и густонаселённых городов России.

## История города до его основания
Финалом среднего виллафранка (2,1—1,97 млн л. н.) датируется фрагмент плюсневой кости верблюда вида Paracamelus alutensis (№ 35676 в коллекции ЗИН РАН) со следами рубки и пиления-резания каменным орудием, найденный Н. К. Верещагиным в 1954 году в Ливенцовском карьере. Кость была обнаружена в местонахождении Ливенцовка на западной окраине Ростова-на-Дону вместе с другими фаунистическими остатками в хапровской аллювиальной толще, относящейся к русловой фации палео-Дона.
Люди селились на Дону издавна — примерно с меднокаменного века, о чём свидетельствуют многочисленные археологические находки. Здесь издавна был мягкий климат, удобное географическое положение, а также изобилие рыбы и дичи — на Дону паслись стада бизонов, шерстистых носорогов и мамонтов. В то время ещё не закончился последний ледниковый период. Люди жили здесь огромными племенами, так как гораздо легче было прокормить себя сообща. Орудия они изготовляли себе из тонких пластин кремня, которые отделялись от более крупных кусков (нуклеусов). Потом пластины обрабатывали деревянными либо костяными инструментами — притупляли края, скалывали тонкие чешуи — так делали иглы, копья, кинжалы и ножи в Древнее время[прояснить].

Наконечники стрел, найденных в Ливенцовской крепости

На территории города имеются развалины древних поселений, постройка которых датируется разными эпохами — вплоть до 5 тысяч лет назад.
Могильник Вертолётное поле включает погребения с энеолитической позой костяков — скорчено на спине. У 7 человек были обнаружены черепа со следами сквозного хирургического воздействия. Возможно, трепанации черепов были сделаны не с медицинскими, а с ритуальными целями, так как у этих людей в структуре костной или зубной ткани не было выявлено следов хронических заболеваний. В энеолитическом кургане 1 в катакомбном погребении 10 найдены фрагменты колеса из дуба со ступицей из берёзы, костяки мужчины и женщины с искусственно деформированными черепами.
В период бронзового века на окраине нынешнего Ростова-на-Дону были расположены крепостные сооружения, датируемые III тысячелетием до нашей эры. Размер был впечатляющий — длина Левенцовской крепости по периметру — 280 метров, площадь Каратаевской крепости — 425 квадратных метров. На территории крепости находились курганы и грунтовые могильники. О культуре поселенцев известно мало, обнаружено лишь несколько амфор. Здесь предположительно жили арийцы, которые потом ушли в Среднюю Азию. Об этой крепости известно очень мало, во многом потому, что до сих пор не создан музей. Известно, что крепость бралась штурмом — об этом свидетельствуют более тысячи кремнёвых наконечников стрел.

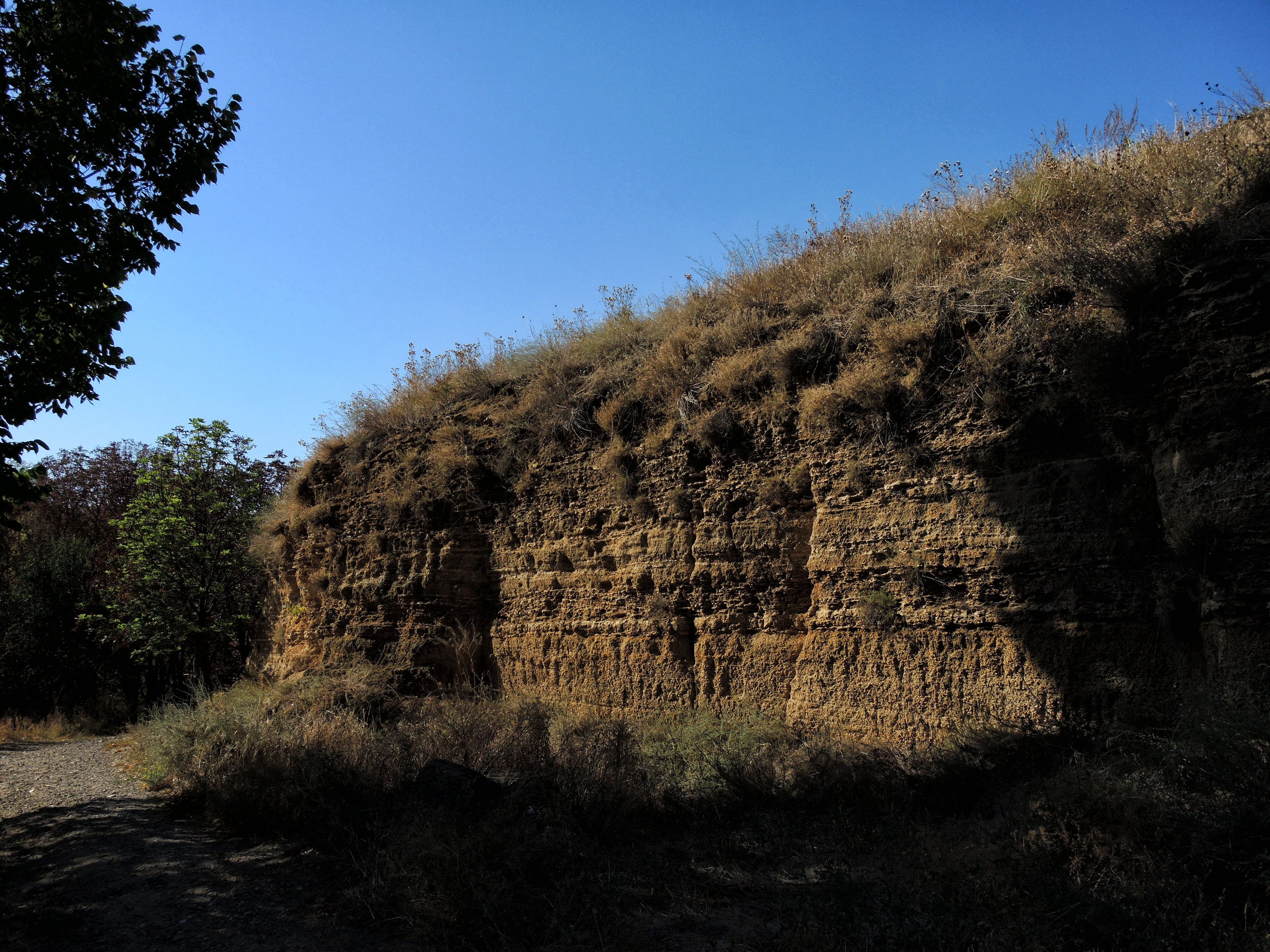
Один из холмов Кобякова городища

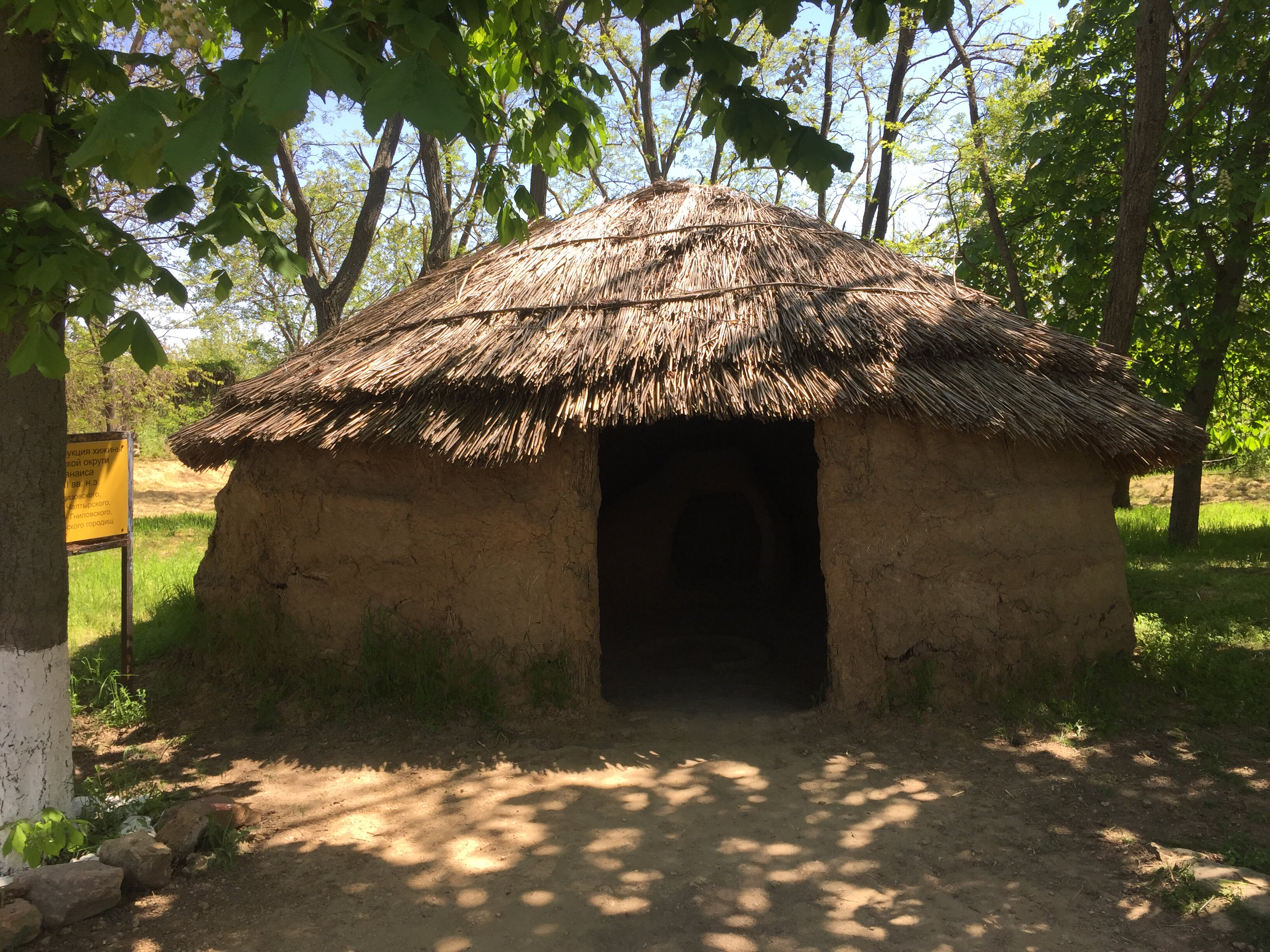
Дом меота

В античности на территории города располагалось множество поселений оседлых племен-земледельцев меотов, которые вели торговлю с греками. Крупнейшим поселением было Кобяковское (до 4000 жителей). Все эти поселения вошли в состав Боспорского царства в I столетии нашей эры. Донские меоты были весьма воинственны: свои деревни и поля им приходилось защищать от кочевников, они строили валы, стены и холмы. Несмотря на это, меотские племена возделывали просо, лен, ячмень и торговали с этим с жителями близлежащего Танаиса. На территории многих городищ найдены изделия ремесел: керамика, железные плуги, импортные украшения и амфоры, что говорит о торговых связях древних жителей низовий Дона.
В средние века территория города населялась оседлыми жителями лишь в Хазарскую эпоху. Позднее на территории города находились стоянки кочевников: печенегов, половцев. Последние оставили после себя многочисленные курганы и каменных баб. Теплый климат донской степи благоприятен для кочевых народов, зависящих от стад животных.
В эпоху Золотой Орды центр ремесла и торговли переместился в Азак, а земли в районе Ростова по-прежнему населяли редкие кочевые таборы. В XV веке, с обнищанием Орды, территория Дона стала называться «Диким Полем».

## Основание города

Остатки крепости в 50-х годах XX века

Задолго до создания города первый российский император Пётр I хотел создать на месте будущего города крепость для защиты южных границ Российской империи от набегов крымских татар. Во время Азовских походов 1695—1696 годов армия будущего императора проходила по донским землям, припасы были практически на исходе. По легенде Пётр напился воды из родника, впоследствии названного Богатым Колодезем, как и назвали поселение около родника. Также ему понравилось место около родника из-за удобного расположения в низовье реки Дон и император хотел основать здесь крепость, но из-за Прутского договора это стало невозможным.

Указом Елизаветы Петровны 15 декабря 1749 года была основана таможня на правом берегу Дона в его низовьях, в 46 километрах от устья реки, где она впадает в Азовское море:
Для сбору тарифов и внутренних пошлин с привозимых из турецкой области и отвозимых из России за границу товаров таможню учредить по реке Дону вверх от устья реки Темерник против урочища, называемого „Богатый колодезь“, где и донские казаки могут вести свою торговлю с приезжими греками, турками и армянами.
Однако саму таможню начали строить не вокруг Богатого Колодезя, а на левом берегу реки Темерник, около разрушенной древнегреческой крепости.
С 1749 года по 1760 год на месте будущего города находилась лишь таможня, основанная на месте Темерницкого городища. Весной 1750 года в таможне были построены пристань, пакгауз, карантин, помещение для служащих гарнизона. Здесь в 1756 году была основана международная «Российская и Константинопольская торгующая компания». Темерницкий порт стал единственным русским портом на юге России, через него велась торговля со странами Чёрного, Эгейского и Средиземного морей.
В 1760—1761 годах на месте таможни для защиты южных границ Российской империи от набегов татарских отрядов, а также от степных народов начали строить крепость по проекту русского военного инженера Деденева. Руководство работами было возложено на военного инженера А. И. Ригельмана. 6 апреля 1761 года указом Екатерины II крепости было дано имя митрополита Ростовского Димитрия (1652—1709 гг.), незадолго до этого канонизированного Русской православной церковью.
Крепость святого Димитрия Ростовского в форме 9-ти лучевой звезды, имела в окружности 3,5 км. Она располагалась между нынешними переулками Чехова и Крепостным, улицами Горького и Станиславского. Крепость имела два форштадта: Доломановский и Солдатский, которые располагались вдоль берега Дона от нынешнего Доломановского переулка до Ворошиловского проспекта. Войти в крепость можно было только через Георгиевские и Архангельские ворота, а также со стороны реки Дон. Крепость имела многочисленный гарнизон, была вооружена 238 орудиями и на протяжении полувека использовалась в качестве тыловой базы русских войск. Крепость Святого Димитрия Ростовского сыграла значительную роль в период русско-турецких войн второй половины XVIII века. В русско-турецкую войну 1768—1774 годов она служила базой для наступления на Азов. С историей крепости связаны имена выдающихся русских военачальников. В 1768 году сюда приезжает адмирал А. Н. Синявин для руководства строительством верфи, в 1783—1784 годах комендантом крепости был назначен полководец А. В. Суворов, здесь начал военную службу адмирал Ф. Ф. Ушаков.
Однако после этой войны и присоединении территории Крымского ханства крепость утратила своё значение. Новым портом стал Таганрог, а крепость им. Дмитрия Ростовского стала всего лишь перевалочным местом. Однако плодородная степь всё более заселялась выходцами с Украины и из России. В 1779 Екатерина II поселила здесь крымских армян. Они основали к востоку от крепости поселение Нор-Нахичеван (ныне Пролетарский район Ростова-на-Дону). В разработке плана нового города принимал участие известный русский архитектор И. Е. Старов. Поблизости от него образовалось пять селений — Чалтырь, Топчи (Крым), Мец-Сала (Большие Салы), Покр-Сала (Султан-Салы), Несвита (Несветай). Вокруг бывшей крепости образовалось большое поселение, пока что не имевшее статуса города. 29 августа 1797 года крепость и Нахичеван вошли в состав Ростовского уезда Новороссийской губернии, центр которого находился в Таганроге. Поскольку крепость утратила к этому времени своё военное значение, указом Александра I от 17 августа 1807 года она получила статус уездного города.
Впоследствии название крепости несколько раз меняли — после крепости им. Дмитрия Ростовского её стали называть Ростовской крепостью, потом просто городом Ростовом, после чего город переименовали в Ростов-на-Дону, чтобы не было путаницы с древним Ростовом.

## XIX век

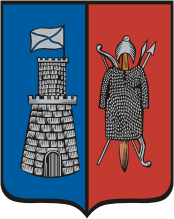
Герб, утверждённый в 1811 г.

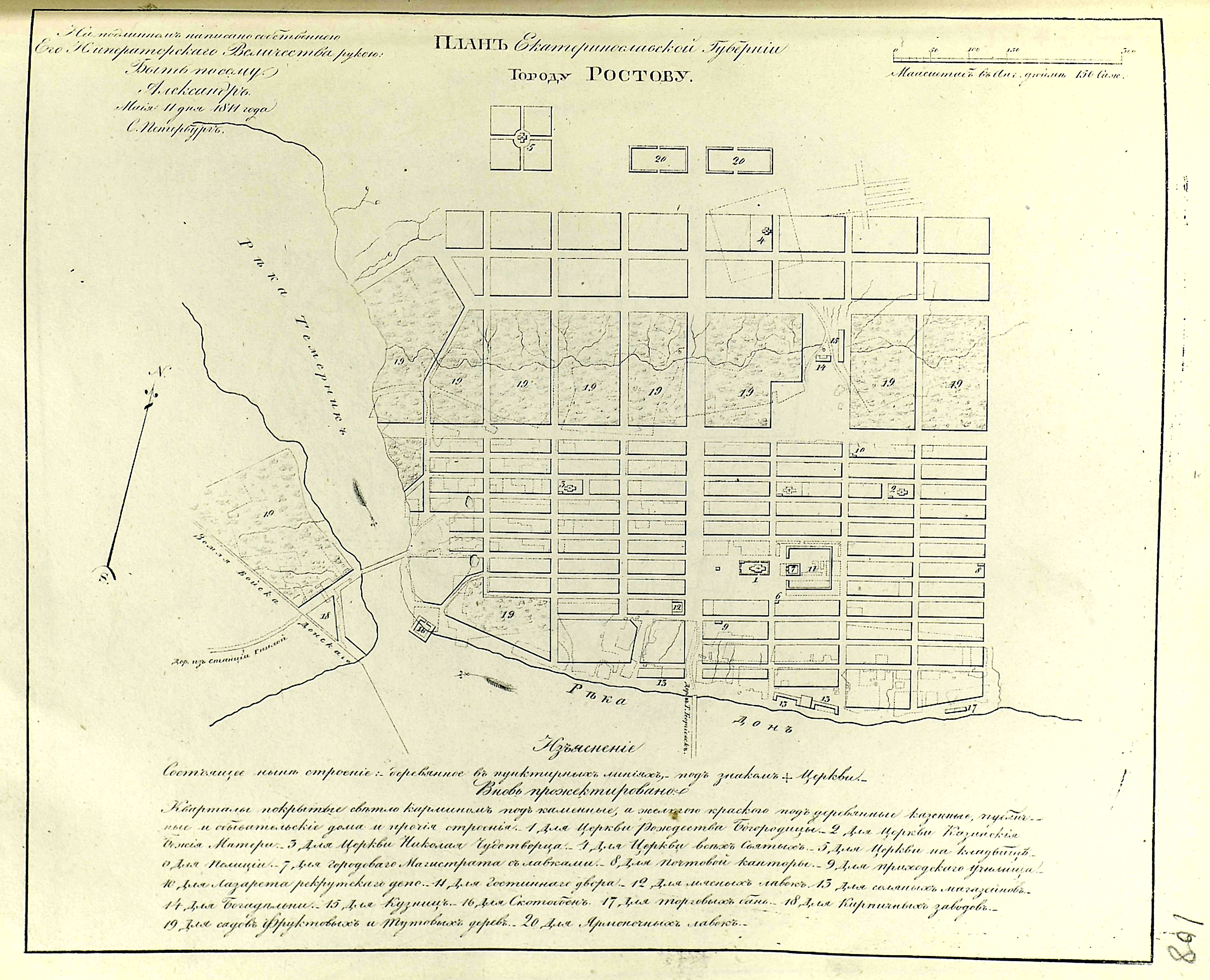
«Прожектированный» план города Ростова Екатеринославской губернии 1811 года из «Полного собрания законов Российской Империи. Книга чертежей и рисунков. Планы городов.»

В 1802 году Новороссийская губерния Российской империи была разделена на Николаевскую, Таврическую и Екатеринославскую губернии. Ростовский уезд вошёл в состав Екатеринославской губернии. В 1811 году город получает свой герб, на котором была изображена крепостная башня, символизирующая прошлое города. После устранения опасности со стороны Османской империи и освоении южных торговых путей Ростов-на-Дону оказался в центре внешней торговли страны. В 1836 году была построена новая ростовская таможня, и за 10 лет обороты торговли Ростовского порта выросли примерно в 30 раз.
В 1838 году название соседнего города Нахичевань было изменено на Нахичевань-на-Дону, для отличия от одноимённого города в Закавказье.  К середине XIX века город стал одним из крупнейших пунктов хлебного экспорта в Российской империи, он увеличился более чем в 100 раз. Также в городе был очень крупный экспорт железа, он составлял четверть экспорта из всей Российской империи.

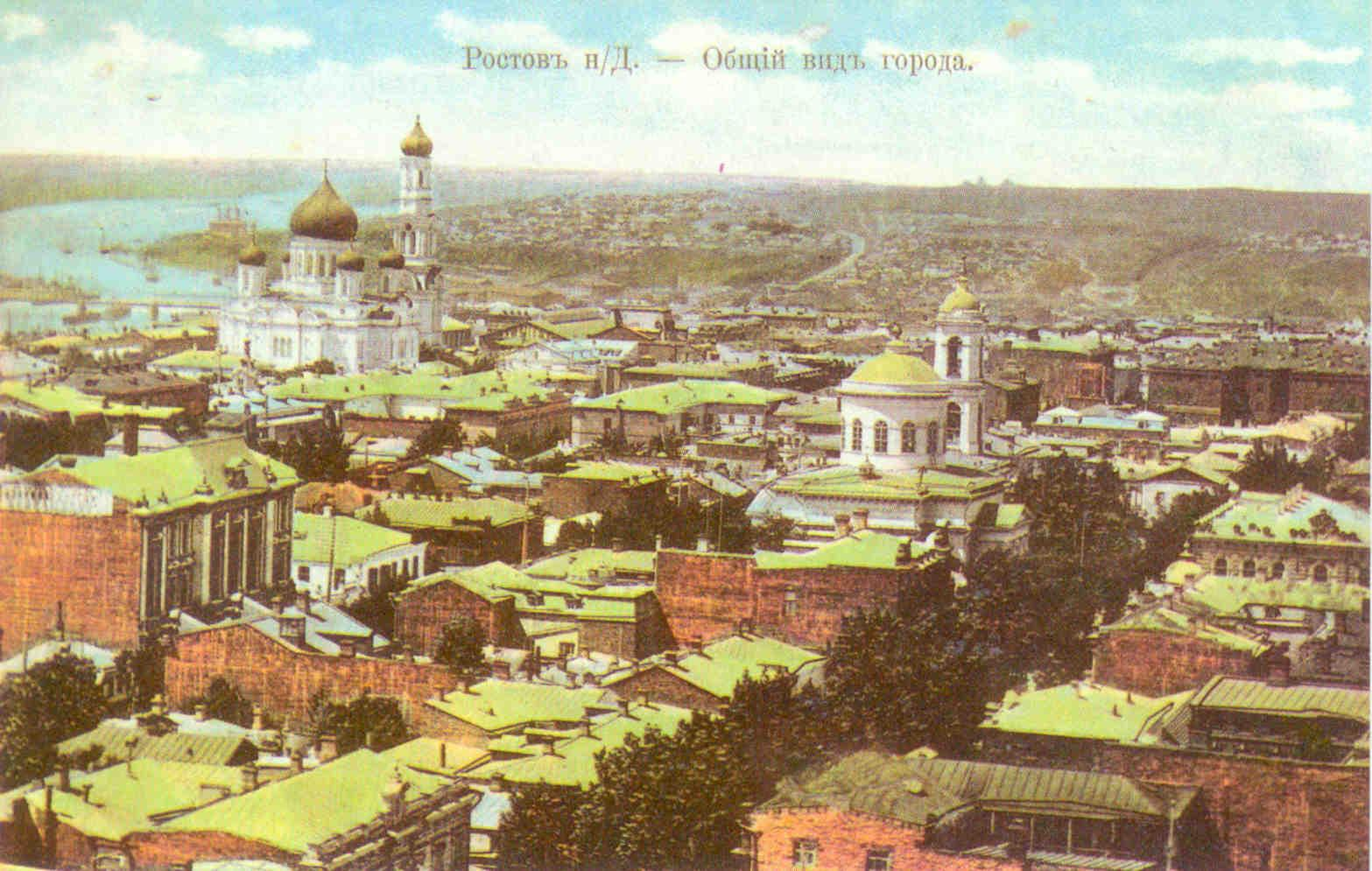
Общий вид города Ростова-на-Дону в XIX веке

Стремительный рост перевозок грузов привел к развитию речного судоходства и судостроения в городе. В Ростове-на-Дону появляются верфи для постройки деревянных судов. В 1839 году в город прибыл пароход Митрадат, пришедший из Таганрога. В 1841—1842 годах из узлов, привезённых из Англии, был собран первый пароход «Донец» с портом приписки Ростов-на-Дону. Он вплоть до Крымской войны совершал регулярные рейсы по Дону, его притоку Северский Донец и Азовскому морю. Через два года добавился ещё один пароход «Ростов», который был построен в Луганске и пришёл по Северскому Донцу и Дону.

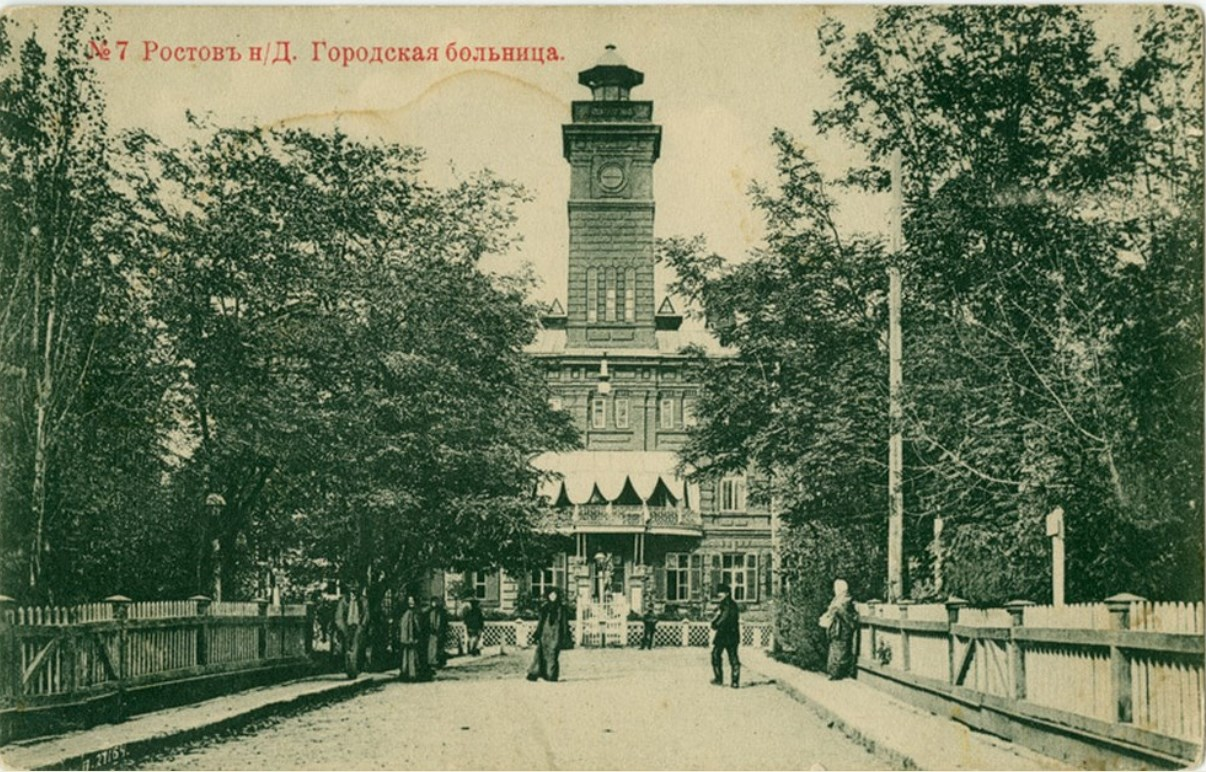
Городская больница перед Октябрьской революцией.

В первой половине XIX века стремительно развивается и внутренняя торговля. Ростов был известен двумя ярмарками, считавшимися одними из крупнейших в стране. В середине XIX века в Ростове только в оптовой торговле продавалось до 15 тысяч пудов сахара, на 350 тысяч рублей металлических изделий. Ежегодно сюда привозилось до миллиона пудов соли и на 100 тысяч рублей каменного угля. Кроме того, Ростов являлся крупнейшим рыбным рынком. Помимо водных путей, значительная часть соли, хлеба, угля и других товаров, доставлялась в Ростов гужевым транспортом. В городе сходились пять крупнейших почтовых трактов того времени: Одесский, Бахмутский, Харьковский, Кавказский и Черноморский.
Промышленное развитие Ростова в первой половине XIX века поначалу несколько уступало развитию торговли. Постепенно стало появляться, однако, всё больше предприятий: водочный и пивоваренный заводы, несколько салотопных заводов и крупных шерстомоек. В 1846 году купец Ященко основал вблизи Темерника первый чугунолитейный завод, а в 1850 году в городе уже насчитывалось 53 завода и фабрики. В их числе были 5 кожевенных, 5 овчинных, 5 свечных, 3 кирпичных завода, 3 табачных фабрики, 9 шерстомоек и т. д.
С ростом экономического значения Ростова рос и сам город, увеличивалось его население. Согласно официальной статистике того времени, в 1809 году в городе было около 3000 жителей, в 1833 — 8138, в 1856 — 13200 человек. В действительности населения было больше. Официальная статистика не учитывала пришлых людей. Известно, что в начале 50-х годов XIX века, когда постоянное население города немногим превышало 11 тысяч жителей, сюда ежегодно, особенно в летнее время, приходили на заработки до 15 тысяч человек. По своему сословному составу постоянное население города было неоднородным. В 1850 году из 10960 жителей Ростова мещан и цеховых было 6419 человек, разночинцев — 1972 человека, крестьян — 519 человек. Значительную группу жителей составляли купцы и члены их семей, которых насчитывалось 1065 человек. Остальные сословные группы населения были менее представительны.
В 1841 году годовые доходы города составляли 13618 рублей, а расходы — 12100 рублей. В 1844 году Ростову было передано право получения в течение 25 лет десяти процентов таможенного сбора, взимавшегося в Ростовском порту. Это несколько увеличило доходы города, которые в 1847 году составили около 28 тысяч рублей. В середине 60-х годов XIX века из 595 российских городов только у 33-х доходы составляли свыше 25 тысяч рублей.
В начале XIX столетия Ростов был сравнительно небольшим городом, в котором едва насчитывалось около тысячи домов. Так, в 1823 году в городе было 1015 домов, из которых только 25 были каменными.
В 1811 году город получает генеральный план, утверждённый государем. По нему площадь Ростова определялась всего в 246 гектаров. Он занимал узкую прибрежную полосу от левого берега реки Темерник до нынешнего Ворошиловского проспекта. В 1835 году царским указом крепость Димитрия Ростовского была упразднена, а её земли передавались городу. Всего Ростов получал дополнительно 270 гектаров земли. Это создавало благоприятные условия для роста города. В 1846 году в Ростове насчитывалось уже 1214 деревянных и 278 каменных домов. Спустя десять лет число их увеличилось, соответственно, до 1306 деревянных и 294 каменных. В 50-е годы XIX века в Ростове насчитывалось 14 улиц, в том числе 6 продольных и 8 поперечных, и до 60 безымянных переулков. Наиболее оживлённой была Московская улица, примыкавшая к базару и собору. В это время уже существовала и Большая Садовая улица, которая только начинала застраиваться. Она ещё отнюдь не была главной и находилась, фактически, на северной окраине. В центре Ростова располагалась главная городская площадь — Базарная. Вблизи неё в 1810 году было построено двухэтажное каменное здание городской думы. Оно сохранилось — на углу нынешней улицы Станиславского и проспекта Семашко. Это старейшее каменное здание на исторической территории Ростова. В Ростове долгое время не было ни одной мостовой. И только в 1844 году были вымощены два спуска к Дону, а в 1848-м замощена главная в то время Московская улица.
В первой половине XIX века в Ростове отсутствовали городские лечебные заведения. Лишь в крепости существовал маленький военный госпиталь, который, разумеется, не мог удовлетворить потребности растущего города. Только в 1856 году была открыта больница на 30 коек в арендованном помещении. Тогда же было принято решение о строительстве городской больницы в специальном здании. Открытие первого в Ростове мужского приходского училища датируется 1810 годом. Позднее оно было преобразовано в уездное, и в 1850 году насчитывало 30 учащихся и 5 преподавателей. Имелась также одна частная школа с 12 учениками и одним учителем.

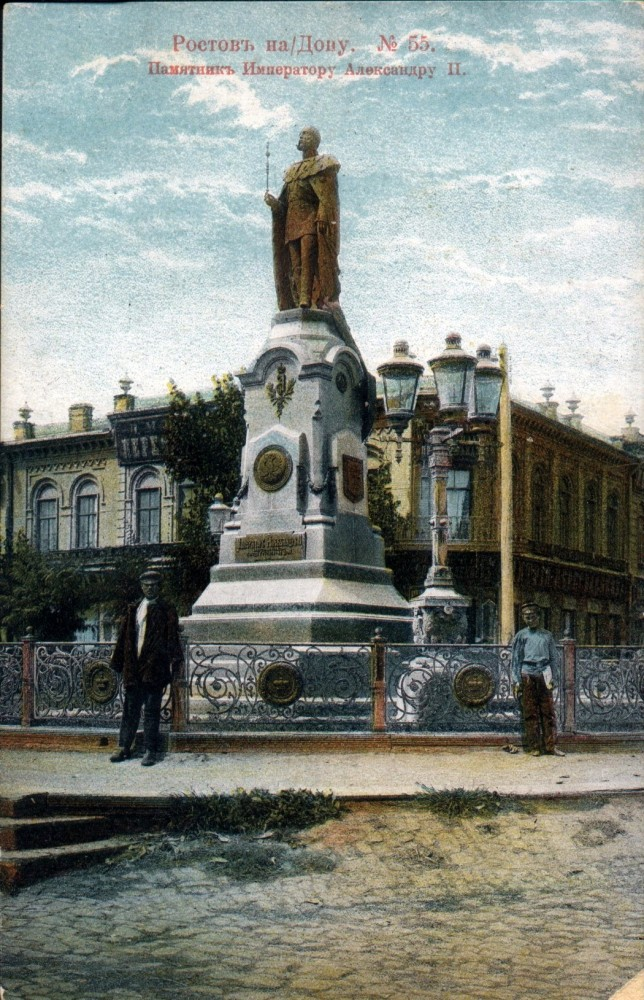
Памятник Александру II в Ростове-на-Дону на дореволюционной открытке.

Вторая половина XIX века ознаменовалась отменой в России крепостного права, началом технической революции в промышленности и на транспорте, бурным ростом городов. К этому времени Ростов-на-Дону представлял собой уже достаточно крупный, динамично развивающийся город. Особенно заметными были сдвиги в промышленном производстве, которое росло с каждым годом. Ярким примером может служить развитие табачной промышленности. Основанные в середине XIX века табачные фабрики Я. С. Кушнарёва и В. И. Асмолова в 60-е гг. имели совокупный капитал, едва достигавший 6 тысяч рублей. А уже к 1895 году табачные фабрики Ростова вместе изготовили продукции на 5,8 млн рублей. По сравнению с предыдущими годами, был заметен существенный рост и в других отраслях производства. В 1880 году в городе насчитывалось 12 паровых мукомольных мельниц, 32 кирпичных завода, 3 крупные табачные фабрики, 8 чугунолитейных заводов, 3 пивоваренных и 6 механических заводов, 7 типографий, судоремонтный завод и пр. Всего в Ростове было около 100 промышленных, двух тысяч торговых и трёх тысяч мелких кустарных предприятий. Заметную роль играл механический завод Д. А. Пастухова, преобразованный в 1889 году в судоверфь металлического судостроения (ныне завод «Красный Дон»). В Ростове стали выпускаться сложные по тем временам изделия, в том числе пассажирские и грузовые пароходы. В развитии экономики Ростова активную роль стали играть банки и акционерные общества, а также торгово-промышленные и ссудо-сберегательные товарищества. В 90-е годы XIX века из годового оборота всех 67 обществ большая часть приходилась на Ростовское общество взаимного кредита, отделения Волжско-Камского и Азовско-Донского банков в Ростове.

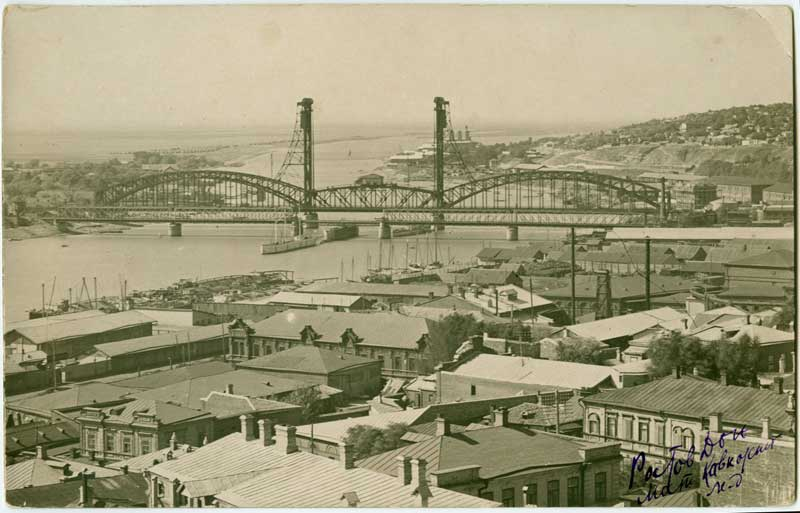
Первый железнодорожный мост через Дон в Ростове-на-Дону

Результатом развития промышленного производства в Ростове стал рост годового оборота города, который в конце XIX века составлял уже свыше 150 млн рублей. Солидную долю товарооборота составляла продажа табака, который вывозился во все районы страны. По-прежнему первое место во внешней торговле города занимал вывоз хлеба, в том числе и за рубеж. В 1868 году жители Ростова и Нахичевани впервые услышали паровозный гудок — до Ростовской пристани по берегу Дона была продлена открытая за четыре года до этого автономная железнодорожная линия, изначально соединившая Грушевские каменноугольные рудники (ныне город Шахты) и Аксайскую пристань. В 1869 году в Ростов пришла железная дорога со стороны Харькова и Таганрога, а в 1871 году — со стороны Воронежа (вобравшая в себя бывшую автономную дорогу из Грушевских рудников). А в 1875 году, с пуском Ростово-Владикавказской железной дороги, открытием первого разводного железнодорожного моста через Дон и первого крупного вокзала Ростов превратился в один из крупнейших в стране железнодорожных узлов. Одновременно со строительством Ростово-Владикавказской железной дороги были построены её Главные мастерские (нынешний Ростовский электровозоремонтный завод). На этом предприятии уже в конце XIX века был освоен не только ремонт, но и производство новых паровозов и вагонов. Однако и при условии развития железнодорожного транспорта река Дон не утратила своего значения крупной транспортной артерии. Продолжает расширяться Ростовский порт, растёт число пассажирских и грузовых судов. Так, количество пароходов увеличилось с 91 в 1884-м до 189 в 1900 году.
Находясь на пересечении трёх железных дорог и реки Дон, город ширился, увеличивалось его население. Если в 1860 году в нём проживало 17574 человека, то в 1893-м — уже почти 100 тысяч. По переписи населения 1897 года, жителей в Ростове было 119 476 человек. Наибольшую группу составляли мещане — 45 процентов; 5 процентов составляли дворянство, духовенство и купечество; казаков насчитывалось 2,3 %. К 90-м гг. 19 в. в Ростове проживало 2 500 иностранцев, тогда как в 60-е гг. их было лишь около 160 человек.
В Нахичевани, которая была тогда самостоятельным городом, на рубеже веков жило более 30 тысяч человек. Постепенно в Нахичевани также появлялось всё больше промышленных предприятий, крупнейшим из которых стал в 1891 году механический чугунно-меднолитейный завод, преобразованный в 1898 году в акционерное общество «Аксай» (ныне «Красный Аксай»). Два соседних города, первоначально разделённые примерно двухкилометровым незастроенным пространством, всё более активно стремились навстречу друг другу. Новые экономические реалии диктовали необходимость реорганизации в России органов управления.
16 июня 1870 года было утверждено «Городовое положение», введённое в Ростове в 1871 году. В соответствии с ним на четыре года избиралась городская дума и назначалась городская управа во главе с городским головой. Согласно «Положению», городская управа не имела права заниматься политическими вопросами. Круг её деятельности охватывал хозяйственные и экономические отношения. Реформа открывала перед городом широкие перспективы самоуправления. И именно в этот период было сделано очень многое для превращения Ростова в солидный, хорошо застроенный и достаточно благоустроенный город. Большую роль сыграл в этом талантливый городской голова А. М. Байков, при котором Ростов всё более активно приобретал черты цивилизованного европейского города.

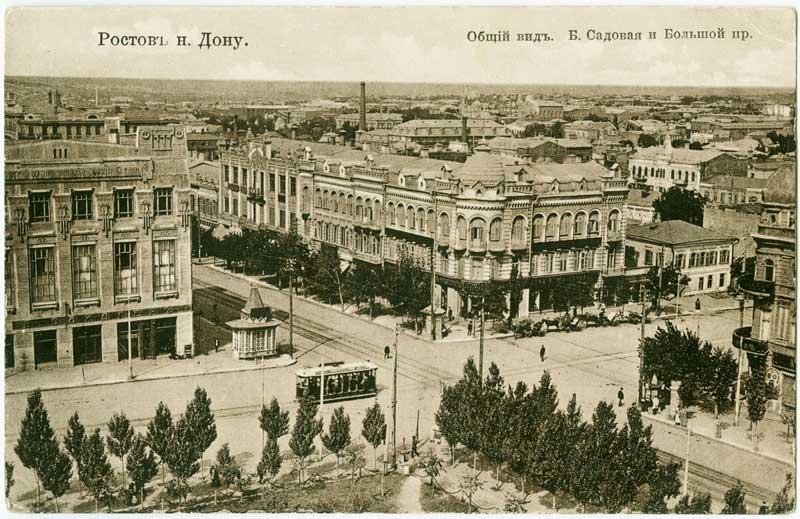
Большая Садовая и Большой проспект (ныне Ворошиловский) в конце XIX — начале XX века.

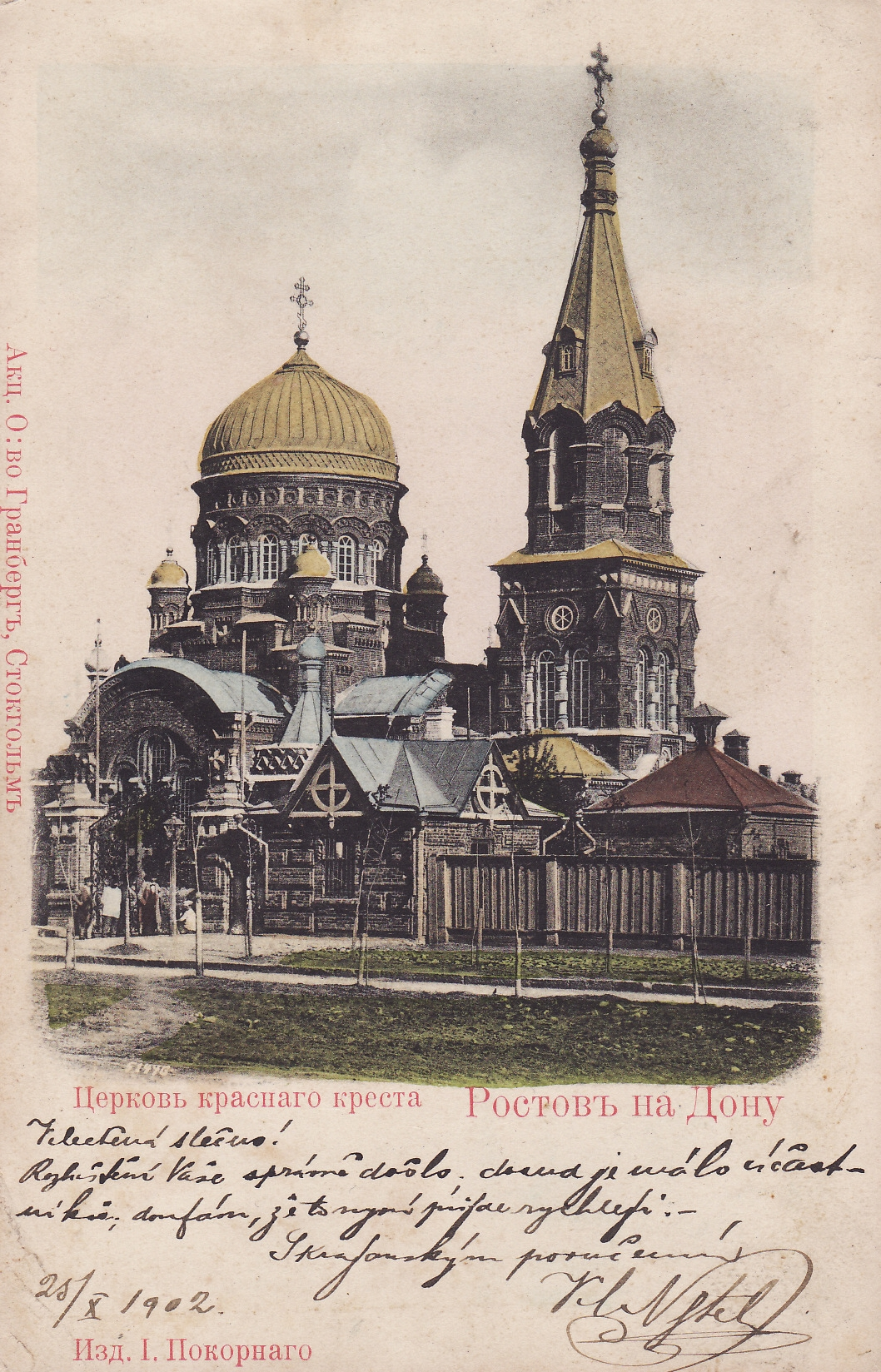
Церковь Красного Креста. 1902

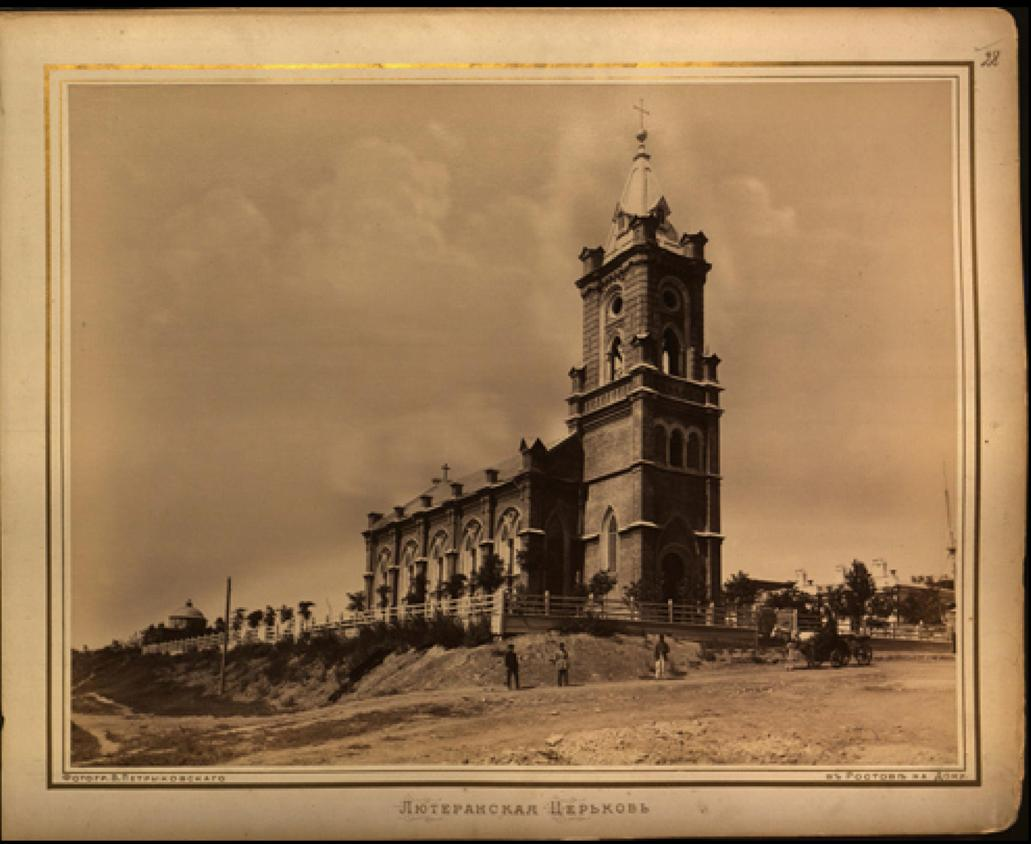
Лютеранская церковь.

Центром Ростова-на-Дону в XIX веке долгое время была Московская улица. Вместе с ростом города центр его перемещается на Большую Садовую улицу. Здесь размещались многочисленные богатые здания банков, гостиниц, магазинов, клубов, а также городской сад проекта архитектора А. Померанцева.
В 1865 году в Ростове было завершено строительство первого водопровода. В 1886 году в городе появился телефон. В 1887 году по Большой Садовой улице, а чуть позже по Таганрогскому и Большому проспектам и ряду других улиц начала действовать конно-железная дорога, а с 1902 года — трамвай. В 1896 году Ростов получил электрическое освещение.
После срытия крепостных валов и засыпки рвов город быстро прорезала сеть улиц и переулков, взамен саманных и деревянных стали строить каменные здания, торговая деятельность стала основным занятием жителей города.
Выгодное географическое положение на перекрёстке сухопутных и водных дорог способствовало экономическому развитию Ростова. У его стен образовался торговый порт, принимавший суда русских, греческих, итальянских, турецких, армянских, персидских купцов. В 1835 году гарнизон и военное имущество крепости были переведены в Анапу.
Вскоре после начала Первой мировой войны сюда был эвакуирован Варшавский университет, по Высочайшему повелению студенты, помогавшие фронту, были отозваны в Ростов для завершения обучения.
Промышленная продукция крупнейших из 98 предприятий Ростова пользовалась большим спросом за рубежом. Имена В. И. Асмолова, И. С. Панченко, Е. Т. Парамонова, Н. Н. Токарева, Н. А. Панина, П. Р. и В. Р. Максимовых и других были среди завоевавших дипломы российских и международных выставок. К 1914 году в Ростове были открыты консульства 17-ти иностранных государств. К своему 100-летию город насчитывал около 15 тысяч жителей, а к XX веку в нём проживало свыше 110 тысяч человек. Основой экономики Ростова была торговля, его называли купеческим городом, но к началу XX века в Ростове действовало уже более ста предприятий, в том числе такие крупные, как Главные мастерские Владикавказской железной дороги, плугостроительный завод «Аксай», судостроительный, гвоздильно-проволочный, чугунолитейный заводы, две табачные фабрики. Причём каждое третье предприятие принадлежало иностранному капиталу.
В 1887 году Ростовский-на-Дону уезд был передан из Екатеринославской губернии в Область Войска Донского, Ростов-на-Дону стал центром Ростовского округа.

## Начало XX века

### Стачка 1902 года
В начале ноября 1902 года рабочие Главных мастерских Владикавказской железной дороги организовали забастовку. На Камышевахской балке ими были устроены многолюдные митинги, где звучали как экономические, так и политические требования. В результате столкновений с властями несколько рабочих были убиты. Забастовка завершилась 25 ноября, она стала первой в России политической стачкой. Об этом событии В. И. Ленин писал: «Пролетариат впервые противопоставляет себя, как класс, всем остальным классам и царскому правительству».
В 1975 году на вершине холма Камышевахской балки был установлен Памятник стачке 1902 года.

### Октябрьская политическая стачка 1905 года и еврейский погром
Ростов-на-Дону и Нахичевань-на-Дону относились к черте оседлости и имели значительное еврейское население.
Всероссийская октябрьская политическая стачка 1905 года началась в Ростове забастовкой в Главных мастерских Владикавказской железной дороги 13 октября. На следующий день она стала общегородской. Последовали аресты активистов революционных и оппозиционных организаций и подозреваемых, обстановка в городе накалилась. 17 октября Николай II издал манифест, дарующий гражданские свободы, объявляющий частичную амнистию политическим заключенным и создание законодательной думы. Утром 18 октября в Ростове-на-Дону стало известно содержание манифеста, социал-демократы организовали около 12 часов дня многочисленную манифестацию рабочих и учащейся молодежи от железнодорожного вокзала по главной Ростова — Большой Садовой улице. Демонстрация завершилась на Острожной площади между тюрьмой и трамвайным депо. Здесь состоялся грандиозный митинг с участием около 10 тысяч человек с требованием свободы политическим заключенным. На митинге выступили кадеты, социал-демократы, в том числе некоторые из арестованных по подозрению в оппозиционной деятельности и освобожденные во время митинга.
По городу был пущен слух, что «жиды напали на русских, избили их, а портрет Николая изорвали и выбросили». У Ново-Покровской церкви собралась большая толпа черносотенцев с национальными флагами и портретами царя. В сумерках, когда большая часть участников митинга разошлась, толпа черносотенцев начала забрасывать митингующих камнями и избивать. Для защиты из рядов митингующих раздались револьверные выстрелы. После разгона митинга казаками толпа черносотенцев бросилась громить еврейские лавки. 19—20 октября еврейский погром продолжался. Хотя по числу убитых (176 человек) и раненых (около 500) он уступил «первое место» одесскому погрому, однако по доле жертв среди еврейского населения, составившей более 1 % (в Одессе не более 0,5 %), он был самым крупным еврейским погромом начала XX века в России.

### Ростовское восстание 1905 года
Одновременно с Декабрьским вооружённым восстанием в Москве 7—21 декабря 1905 года в Ростове произошла всеобщая политическая стачка, переросшая в вооружённое восстание.

## Ростов в Гражданскую войну

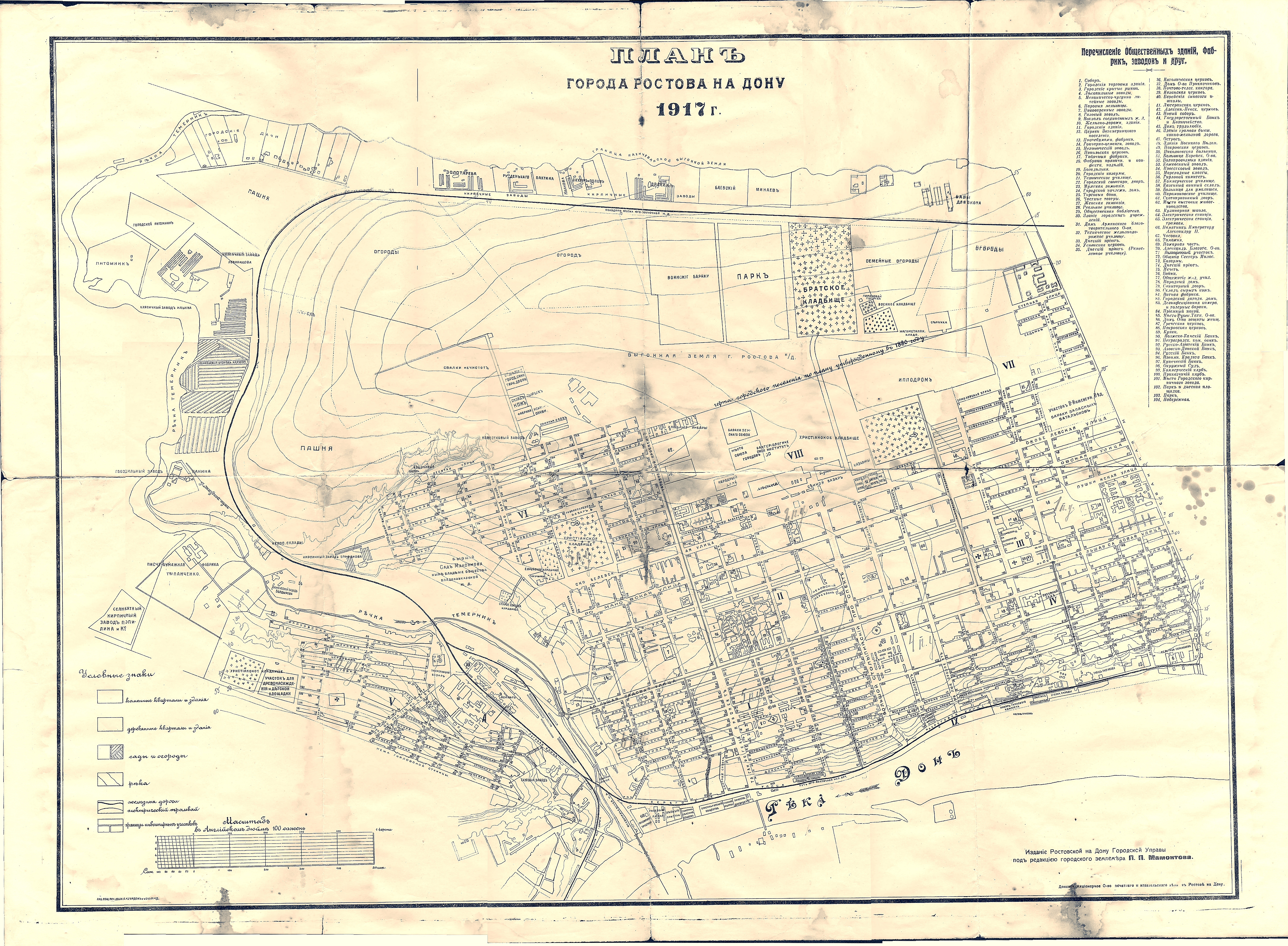
План города Ростова на Дону 1917 года. Издание Ростова на Дону Городской Управы под редакцией городского землемера П. П. Мамонтова.

Во время Гражданской войны 1918—1920 Ростов сыграл заметную роль как один из центров Белого движения. В первое формирование Добровольческой армии входил Ростовский добровольческий полк — из учащейся молодёжи Ростова-на-Дону. В 1920 году в город вошла 1-й Конная армия под командованием С. М. Будённого. Советский период истории Ростова начался 11 февраля 1920 года, когда Белая армия ушла из города.

## Довоенные годы

План города Ростова на Дону. Составлен Северо-Кавказским Геодезическим Управлением ГГУ ВСНХ СССР в 1931 году.

В конце 1920-х в Ростове-на-Дону, который тогда был административным центром Северо-Кавказского края, началось активное строительство. В 1926 году был заложен гигант советского сельхозмашиностроения завод «Ростсельмаш». 29 ноября 1935 года открыт крупнейший в стране драматический театр имени М. Горького со зрительным залом на 2200 мест и с уникальной архитектурой здания (в виде трактора), где работали известный режиссёр Ю. А. Завадский, актёры В. П. Марецкая и Р. Я. Плятт.
Архитекторами театра были В. А. Щуко и В. Г. Гельфрейх.
28 декабря 1928 вышло Постановление комиссии ВЦИК СССР «Об объединении городов Ростова и Нахичевани-на-Дону в один город Ростов-на-Дону», после чего город Нахичевань-на-Дону стал Пролетарским районом города Ростова-на-Дону. Это объединение привело к строительству в городе Ростов-на-Дону ряда административных зданий. В 1930 году на площади Нового базара был снесён собор Александра Невского, и в 1929—1934 годах на площади было построено здание краевого Дома Советов (разрушенного во время Великой Отечественной войны и не восстановленного).
13 сентября 1937 года постановлением ВЦИК Азово-Черноморский край был разделён на Краснодарский край с центром в Краснодаре и Ростовскую область с центром в Ростове-на-Дону. В 1939 году Ростов-на-Дону уже занимал 4-е место в РСФСР по количеству жителей: 510 тыс. чел. К 1940 году размер города увеличился более чем в два раза.

## Великая Отечественная война

### Военные действия
Немецкие войска занимали Ростов дважды: осенью 1941 года и летом 1942 года. В первый раз части вермахта подошли к городу 17 ноября 1941 года. Наступление вёл 3-й танковый корпус 1-й танковой армии под командованием Э. фон Макензена в составе 13-й и 14-й танковых дивизий, 60-й моторизованной пехотной дивизии и 1-й дивизии СС. Защищали город части 56-й армии РККА, под командованием генерала Ф. Н. Ремезова, в состав которой наряду с другими частями входили 339-я Ростовская стрелковая дивизия и Ростовский стрелковый полк народного ополчения, сформированные из местных жителей.
20 ноября немцы вошли в город. 1-й батальон дивизии СС прорвался к железнодорожному мосту и захватил его невредимым.
Через неделю, 28 ноября, советские войска под командованием маршала С. К. Тимошенко предприняли контрнаступление и отбили город. Освобождение Ростова стало первой значительной победой Красной Армии в начальный период войны.
Ростов оставался советским до июля 1942 года, когда после провала наступления Красной Армии под Харьковом немецкое командование начало наступление на Кубань и Кавказ. 24 июля 1942 в Ростов вошла 17-я армия вермахта. На этот раз советские войска не оказали врагу должного сопротивления, что было отмечено в тексте известного приказа НКО № 227 — «Ни шагу назад!».
Город был окончательно занят Красной армией 14 февраля 1943 года в результате отступления вермахта на линию обороны Миус-фронт.

### Вторая мировая война
В ходе Второй мировой войны немецко-фашистские солдаты массово убивали мирных граждан, в основном евреев. Местом массового уничтожения стала Змиёвская балка на окраине города, где оккупанты расстреляли и умертвили другими способами около 27 тысяч человек.

### Другие последствия оккупации
Война нанесла городу большой ущерб: Ростов-на-Дону вошёл в число десяти наиболее пострадавших от войны городов России. В городе в ходе боевых действий было уничтожено около 12 тыс. домов. По некоторым данным, 53 тысячи ростовчан было угнано в Германию на принудительные работы.

### Коллаборационизм
На оккупированной немцами территории Ростовской области самовольно осталось около 10 тыс. коммунистов. Из них около 40 % уничтожили или сдали в гестапо свои партбилеты. После освобождения области из партии было исключено 5019 человек. 

Как указывает в своей монографии историк И. Г. Ермолов, донские казаки, уцелевшие после расказачивания и коллективизации, в основной своей массе приветствовали немецких солдат как «освободителей от большевицкого ига». Германское командование, в свою очередь, рассматривало казаков, как союзников. Действия казаков по возрождению атаманского управления и разделу колхозного имущества встречали поддержку и одобрение со стороны немецких властей.

## Новое время

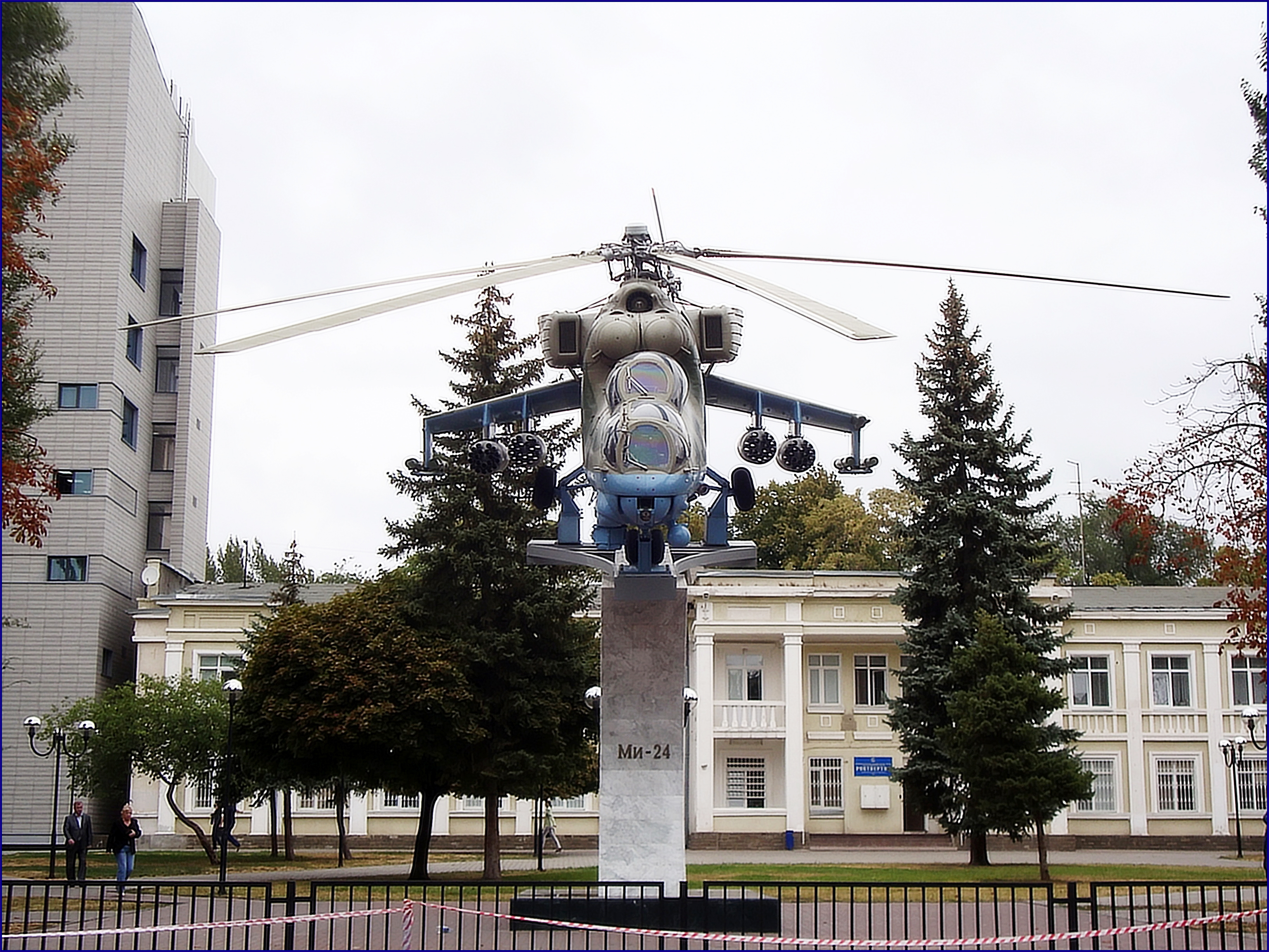
Вертолёт Ми-24 перед зданием Роствертол

После войны Ростов-на-Дону был практически разрушен: все мосты, множество зданий, улицы, полностью завод «Ростсельмаш». Однако город начал очень быстро реставрироваться. Уже 1 июня на улицы города выехал первый трамвай. Особо внимание уделялось Ростсельмашу. Уже в 1947 году закончилось реставрация I очереди завода, началось производство нового типа комбайнов, названных «Сталинец-6». Восстанавливались и другие предприятия, и другие части города. Были отремонтированы табачная фабрика, паровозоремонтный завод. В то же время строились и новые предприятия. Вместе с ними восстанавливался и сам город. 9 августа 1945 года был утверждён генеральный план восстановления города, разработанный под руководством академика архитектуры В. Н. Семёнова. А в ноябре ростовчане узнали, что их город включён в число 15 крупнейших и старейших русских городов, подлежащих восстановлению в первую очередь. Тридцать шесть специализированных организаций были заняты в 1949 г. восстановлением. Только в течение 1948—1951 гг. было сдано в эксплуатацию 378 восстановленных и заново отстроенных зданий, в том числе 228 жилых. На полную довоенную мощность начинало работать коммерческое хозяйство города, его многочисленные общественные службы. Постепенно восстанавливались и такие выдающиеся здания, как театр имени М. Горького, Лендворец, Дом Советов. Дворец культуры «Ростсельмаш» был построен — вместо разрушенного заново, по другому проекту (архитектор А. Т. Мулик). Была благоустроена городская набережная, которая стала одним из любимых мест отдыха для жителей города.

Бюст ректора Ростовского университета в 1957—1988 годах Ю. А. Жданова перед университетской библиотекой (особняк Парамонова)

В 1965 году был открыт новый Ворошиловский мост, высота которого от земли была около 30 метров. Общая длина моста составляла 450 метров. В 1952 году был открыт Волго-Донской канал и Ростов-на-Дону стал «портом 5 морей». Также возрождалась и культурная часть города, было построено множество новых школ, техникумов, вузов. В 1957 году в городе открылся цирк, который был одним из лучших в СССР. Стали выпускаться и новые газеты: газета «Дон», редакторами которой были известные писатели — М. Шолохов, К. Паустовский и другие; газета «Вечерний Ростов», первый номер которой вышел в июле 1958 года. В 1954 году в Ростове-на-Дону было более 500 библиотек, крупнейшей из которых являлась научная библиотека им. Карла Маркса (была переименована в Донскую публичную библиотеку), в которой находилось более 1 миллиона книг в 1954 году. В 1958 году в Ростове-на-Дону была построена первая городская телевышка, положившая начало Ростовскому телевидению. 1 января 1959 года началось постоянное транслирование телеканалов. В 60-х годах в Ростове-на-Дону успешно развивалась основа образования — школа, также происходит переход ко всеобщему среднему образованию. К началу 70-х гг. количество средних школ достигает 75. В городе появляются новые вузы: Музыкально-педагогический институт (ныне консерватория имени С. В. Рахманинова) и завод-втуз (ныне снова объединённый с Донским государственным техническим университетом). Событием в жизни города стал ввод в строй одного из самых красивых вузовских зданий — РИСХМа (ныне Донского государственного технического университета). В эти же годы растёт роль Ростова-на-Дону как научного центра. Ещё с конца 50-х гг. в Ростовском университете плодотворно работают школы почвоведов во главе с профессором А. С. Захаровым, математиков под руководством профессора Ф. Д. Гахова и др. Одним из первых в стране начал работу над проблемой пересадки органов человека коллектив учёных Ростовского мединститута.
Выдающимся событием в жизни города и всей области стало присуждение в 1965 году Нобелевской премии по литературе М. А. Шолохову, многие страницы жизни которого связаны с Ростовом.
Важной вехой в развитии промышленности и экономики Ростова в 1970-е годы становится реконструкция Ростсельмаша. В разработке и изготовлении технологической оснастки для него, в строительстве его многочисленных объектов участвовало около 80 процентов предприятий города. Результатом стало строительство, по сути, нового завода. Наряду с «Ростсельмашем», активно развивались и другие предприятия. Особенно заметно росли заводы военно-промышленного комплекса, среди которых следует отметить вертолётный (бывший авиационный) завод и группу приборостроительных предприятий. Вслед за первым опытом массового жилищного строительства — проспектом В. И. Ленина — были построены гораздо более крупные жилые массивы — Западный, а затем и Северный. Фактически площадь жилого фонда города за три десятилетия более чем удвоилась.
Медленно решались, однако, проблемы реконструкции центра города, что привело к определённой диспропорции между удобствами жилья в центре и в отдалённых микрорайонах. В то же время архитектурная выразительность новых жилых домов оказалась невысокой, новые дома были подчас лишены даже элементарных деталей, делающих их непохожими на другие. Однако и в этот период Ростов обогатился целым рядом заметных зданий и сооружений. В их числе — гостиницы «Интурист» и «Турист», Дворцы культуры «Красного Аксая» и вертолётного производственного объединения, новый корпус Центрального универмага, два крупных Дома быта, университетский городок в Западном жилом массиве. Новые корпуса появились тогда и в большинстве других вузов города. Эффектно выглядели многие здания проектных институтов, которые, как правило, воздвигались в градостроительно значимых точках города. Обновились все «ворота города» — были построены новые вокзалы: железнодорожный, речной, автомобильный, аэровокзал. Активно развивался городской транспорт, особенно троллейбус. Было построено несколько крупных мостов и путепроводов, получила значительное развитие дорожная сеть. В городе появилось много новых скульптурных памятников и мемориальных ансамблей, в том числе мемориалы освободителям города и жертвам фашистской оккупации. Одним из лучших в стране стал ростовский памятник А. С. Пушкину. В 1987 году Ростов-на-Дону стал одним из городов СССР с численностью населения более миллиона человек, находясь по этому показателю на 23 месте.

## Новейшее время

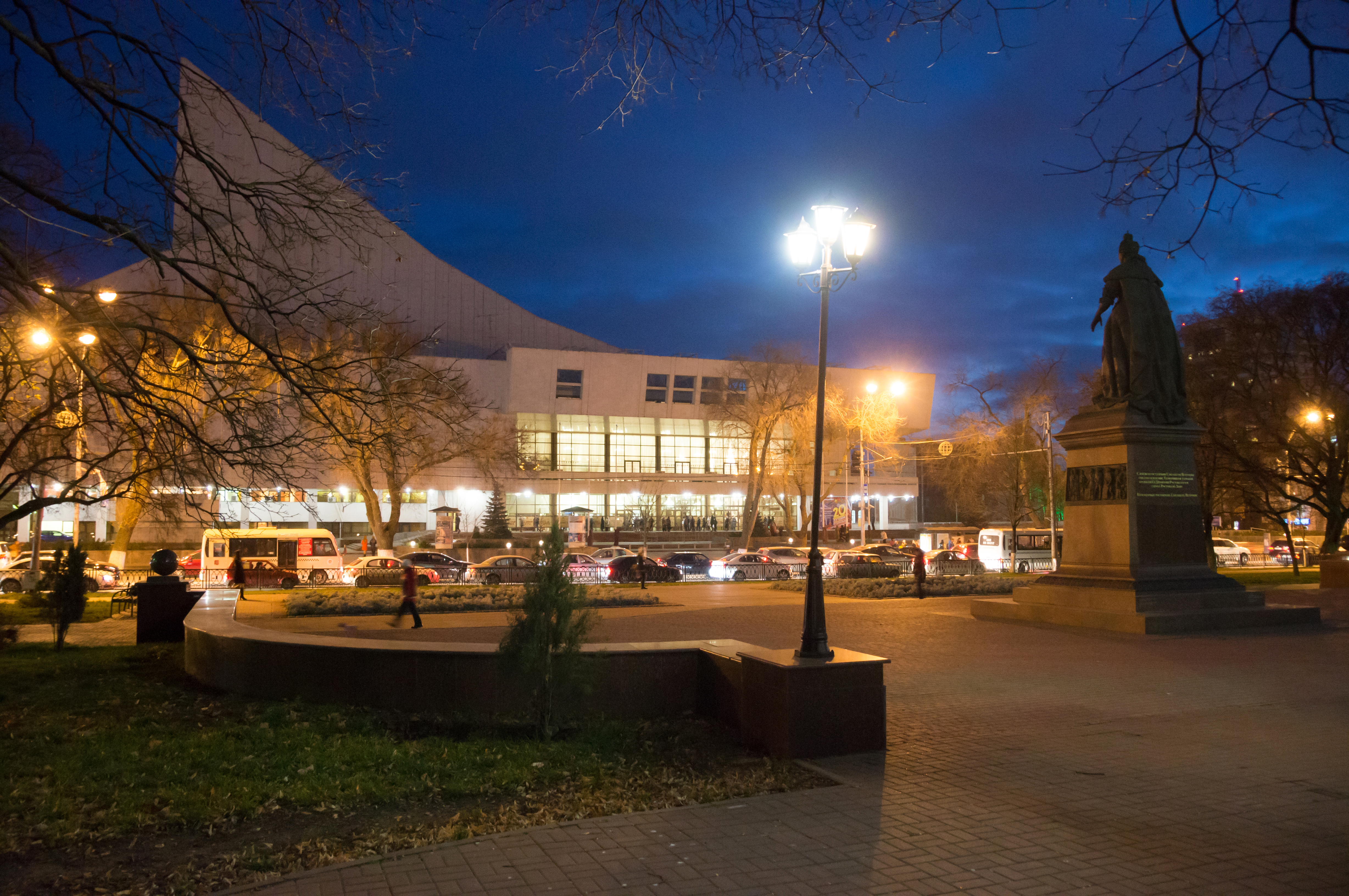
Ростовский музыкальный театр

После распада СССР Ростов-на-Дону стал занимать 10 место в Российской Федерации по численности населения. В 2000 году Ростов-на-Дону стал центром Южного федерального округа, вновь подтвердив и ранее существовавший неформальный статус крупного регионального центра. По данным переписи 2002 года, население Ростова достигает 1,07 млн человек.
Не прекращалось развитие города и в 1990-е годы. Несмотря на социально-экономический кризис, в Ростове именно в этот период на бюджетные средства были построены важные культурные объекты — Донская государственная публичная библиотека и Государственный музыкальный театр. Эти два здания как бы задали тон новому этапу развития города. Особенно эффектным стало здание Музыкального театра, выполненное в виде огромного рояля с открытой крышкой. Как и сто лет назад, рубеж веков стал весьма значимым периодом в архитектурной летописи Ростова. Один за другим растут новые офисные здания, гостиницы, учреждения культуры и досуга, спортивные сооружения. В городе открылись новые вузы, значительно увеличилось число студентов. Для жилищного строительства характерно большее, чем раньше, разнообразие архитектурного облика зданий.
250-летие Ростова, отмеченное в 1999 году, способствовало резкому увеличению объёма реставрационных работ. Многие архитектурные памятники реставрированы. В их числе — Городская дума, Кафедральный собор, Дворец творчества детей и молодёжи, Театр юного зрителя, ряд кинотеатров и клубов, а также старинных жилых зданий. Впервые за последние десятилетия в городе не только реставрируются старые, сохранившиеся храмы, но и строятся новые. Активнее стали решаться жилищно-коммунальные проблемы. Реконструируются транспортные и водопроводные сети. Асфальт на многих центральных улицах постепенно заменяется эффектной плиткой. Реконструируются, приводятся в порядок любимый ростовчанами Пушкинский бульвар и Набережная Дона. Вновь подверглись обновлению ростовские вокзалы. Особенно впечатляет новый вид Главного железнодорожного вокзала. Преобразилась и Привокзальная площадь, вблизи которой построены оригинальные здания.
Наконец-то начала решаться и многолетняя городская проблема, связанная с благоустройством набережных Темерника. Постепенно улучшается экономическая ситуация на предприятиях города. После непростого кризисного периода растёт выпуск конкурентоспособной продукции на «Ростсельмаше», «Роствертол», подшипниковом заводе, «Эмпилсе» и многих других предприятиях Ростова. Весьма активно развивается Ростовский морской торговый порт, который теперь имеет многочисленные причалы не только на правом, но и на левом берегу Дона, ниже железнодорожного моста.
21 августа 2017 года в центральной части города, к югу от Театральной площади, произошёл крупный пожар, уничтоживший около 120 зданий.
Ночью 24 июня 2023 года Евгений Пригожин заявил о том, что подразделения ЧВК «Вагнер» вошли в Ростов-на-Дону и взяли под контроль штаб ЮВО. Вечером того же дня они были выведены из города.